# Södermanlands runinskrifter 151
Sö 151 är en vikingatida runsten i Lövsund, Runtuna socken och Nyköpings kommun i Södermanland. Mitt i ristningen finns fem kvistrunor. 
Den är av rödgrå granit, 148 cm hög, upp till 68 cm bred vid basen och 24 cm tjock. Övre delen är avslagen med en del text delvis förlorad. Stenen är flyttad till nuvarande plats 15 juli 1961 från 228:1. 
Enligt Ivar Schnells (1961) analys torde stenens ursprungliga fyndplats ha varit cirka 50 meter söder om den nuvarande platsen, men enligt Södermanlands runinskrifter hittades den istället vid sidan av sundet mellan Runnviken och Sundbysjön, alltså omkring 500 meter nordväst om den nuvarande platsen. Den står numera på en låg rest av den gamla vägbanken nedanför nya vägen.

## Inskriften
Translitterering av runraden:
§A nesbiurn : sun : sbars : raiþi : --ai- ...-ʀ : suin : bruþur : sin : þrutaʀ : ¶ þikn 
§P <iunu> <unut> <nit> · <nb> <st> ai : 
§Q <uini> <nin> <nn> <nb> <s> ai : 
§B stan : iftiʀ : sui...
Normalisering till runsvenska:
§A Næsbiorn, sunn Spars/Spôrs, ræisþi [st]æi[n æfti]ʀ Svæin, broður sinn, þrottaʀ þiagn. 
§P iunu unut nit nb st ai 
§Q uini nin nn nb s ai 
§B stæin æftiʀ Svæi[n].
Översättning till nusvenska:
Näsbjörn, son till Spar, reste stenen efter Sven, sin broder, en kraftig kämpe, iunu unu nit. Nära vägen må stå stenen efter Sven.

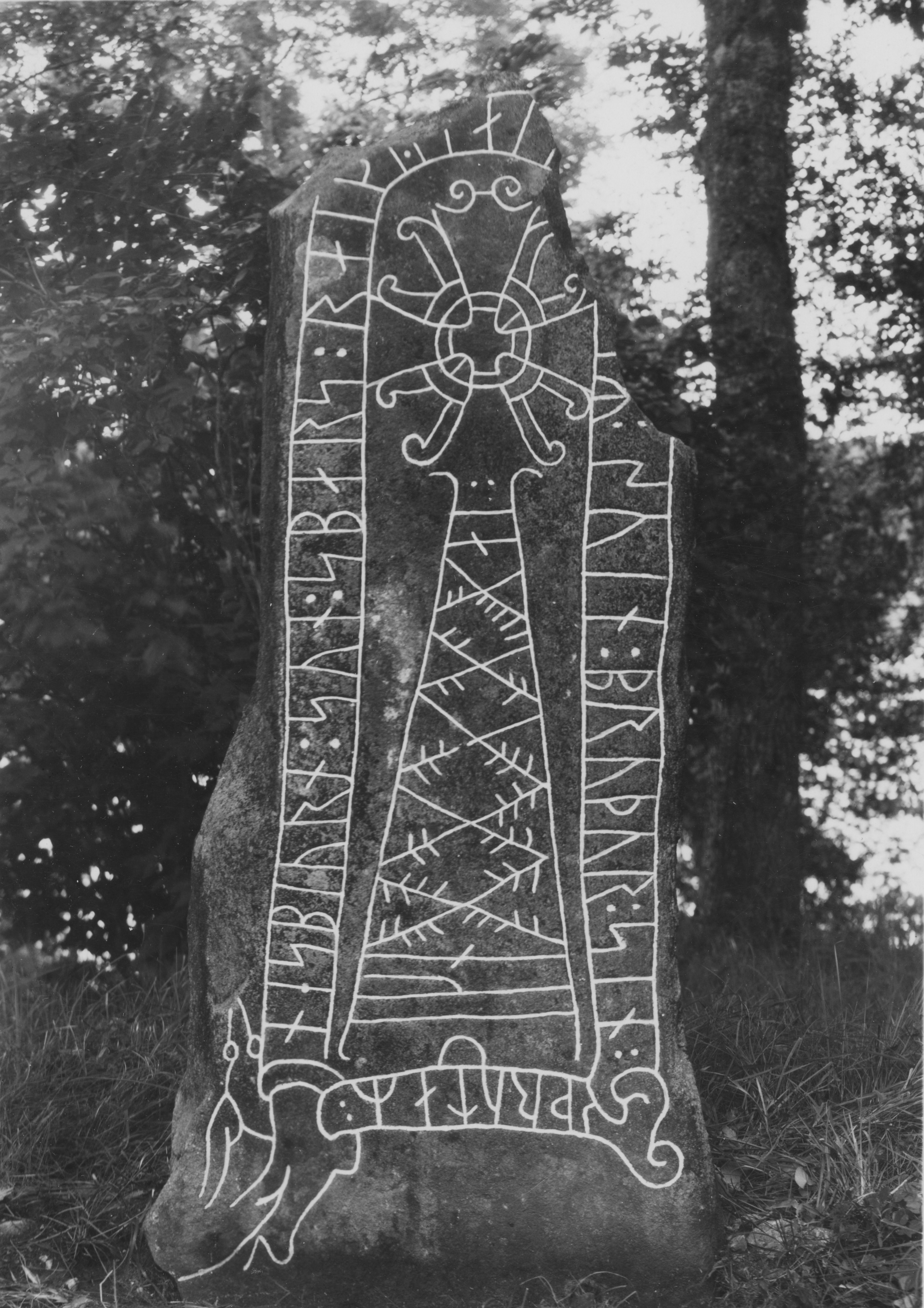
Runstenen under 1930- till 1940-talet.

Kvistrunorna är svårtydda. Brate uppfattar dem som en förkortning för ett verspar som skulle kunna lyda: Nœr brøtu stai/sten œftiʀ Swen.
Uttrycket þrottaʀ þiagn, som Brate här översätter med "en kraftig kämpe", finns även i Sö 90, Sö 112, Sö 158, Sö 170, Sö 367 och Sö Fv1948;295. Se vidare "Tegn".